# Halid Genjac
Halid Genjac (Visoko, 8. ožujka 1958.), bosanskohercegovački političar bošnjačke nacionalnosti. 
Osnovnu školu je završio u Donjem Moštru, a srednju škole 1975. godine. 1981. završio studij medicine u Tuzli. Radio u Travniku u Domu zdravlja. 1990. radio specijalizirao ginekološku citologiju u Zagrebu, a poslije se vratio u Travnik u Dom zdravlja gdje je napredovao na položaju sve do rukovoditelja. Član SDA od osnutka 1990. godine. 1996. godine izabran je u Predstavnički dom Parlamentarne skupštine BiH. Obnašao dužnost člana vodstva ovog doma do 2000. godine. Na općim izborima 2000. godine nije reizabran u Parlament BiH, pa je postavljen za delegata u Domu naroda Parlamenta BiH. Član Predsjedništva Bosne i Hercegovine od 14. listopada 2000., po rezignaciji Alije Izetbegovića, do 30. ožujka 2001., zbog zdravstvenih razloga. Na općim izborima 2006. godine opet je izabran u Predstavnički dom Parlamentarne skupštine BiH. Na općim izborima 2010. nije izabran, te je po treći put imenovan za delegata u Domu naroda Parlamenta BiH. Opet je predsjedavao Klubom Bošnjaka. Delegiran je u državni Dom naroda nakon izbora 2014. godine.
Dok je bio Predsjednik Glavnog odbora SDA novinarima je nakon sjednice tog tijela u Sarajevu kazao kako je jednoglasno usvojen zaključak po kojemu je "neprihvatljivo graditi Pelješki most na štetu teritorijalnog intergriteta i suverenite BiH".

## Vanjske poveznice
Stranice Predsjedništva BiH